# كوانتيك دريم
كوانتيك دريم (بالإنجليزية: Quantic Dream)‏ هي شركة فرنسية مطورة لألعاب الفيديو، تأسست عام 1997. كما تقوم الشركة بتوفير خدمة التقاط الحركة (Motion capture) لصناعتي الأفلام والألعاب. من أشهر ألعابها هيفي رين وبيوند: تو سولز.